# Franz Schütz (Fußballspieler)
Franz Schütz (* 6. Dezember 1900 in Offenbach am Main; † 22. März 1955) war ein deutscher Fußballspieler. In den Jahren von 1929 bis 1932 absolvierte er als Aktiver von Eintracht Frankfurt in der deutschen Fußballnationalmannschaft als Verteidiger elf Länderspiele.

## Sportliche Laufbahn
Der gebürtige Offenbacher spielte bis 1920 für den BSC 99 und 1920 für die Kickers in seiner Heimatstadt Fußball. Im Jahr 1920 siedelte er nach Köln über und schloss sich dort zuerst dem BSC Köln an, ehe er von 1920 bis 1925 im Stadtteilklub Mülheimer SV 06 dem Fußballspiel nach ging. Mit den Rot-Weißen vom Ockenfels-Platz an der Bergisch Gladbacher Straße trug er die Rundenspiele in der Rheingauliga Gruppe Süd aus. Mülheim gehörte aber nicht den Mannschaften an der Tabellenspitze an und so verwunderte es, dass der robuste Verteidiger am 9. November 1924 im Wettbewerb des Bundespokals die Farben von Westdeutschland vertreten durfte. Das Halbfinalspiel fand in Kiel gegen Norddeutschland statt und die Mannen um Albert Beier, Walter Risse, Otto Harder, Eduard Wolpers und Franz Esser zogen mit einem 3:2-Sieg gegen Westdeutschland in das Finale ein.
Zur Saison 1925/26 kehrte Schütz zurück nach Hessen, er schloss sich Eintracht Frankfurt an. Die Riederwald-Elf verstärkte sich aber auch noch mit dem schweizerischen Nationalstürmer Walter Dietrich und dem lokalen Talent Karl Döpfer. Ab dem zweiten Jahr von Schütz in Frankfurt, 1926/27, gehörte die Eintracht der Tabellenspitze in der Bezirksliga Main-Hessen an. Von 1928 bis 1932 konnten Schütz und Kollegen fünf Meistertitel in Serie erringen, 1927 und 1933 reichte es zur Vizemeisterschaft. Als ab der Saison 1928/29 der junge Trainer Paul Oßwald die Übungsleitertätigkeit übernahm und mit Hugo Mantel und Hans Stubb zwei weitere Verstärkungen zur Mannschaft kamen, konnte auch der kampfstarke und schlagsichere Franz Schütz sein Leistungsvermögen weiter ausbauen und feierte am 10. Februar 1929 in Mannheim beim Länderspiel gegen die Schweiz sein Debüt in der deutschen Fußballnationalmannschaft. Er bildete mit dem Kasseler Heinrich Weber das Verteidigerpaar. Im Tor debütierte Willibald Kreß von Rot-Weiß und als linker Außenläufer war Georg Knöpfle vom FSV der dritte Frankfurter, der auf die Qualität des Fußballs in der Mainmetropole aufmerksam machte. In diesem Spieljahr hatte er auch für Süddeutschland im Bundespokal in den Spielen gegen Südostdeutschland und im Halbfinale am 13. Januar 1929 in Hannover gegen Norddeutschland mitgewirkt.
In der Serie 1929/30 gewann Schütz mit Eintracht Frankfurt – Rudolf Gramlich war zurückgekehrt, Bernhard Leis kam zum Rundenbeginn von Kelsterbach und August Möbs im März aus Friedberg zur Riederwald-Elf – überlegen vor der SpVgg Fürth und dem FC Bayern München die süddeutsche Meisterschaft. 1931 setzten sich die Fürther mit einem Punkt Vorsprung in Süddeutschland vor der Eintracht durch, ehe 1932 erneut die Adlerträger die Meisterschaft erringen konnten und sich in der Endrunde um die deutsche Meisterschaft in das Finale spielten. Am 12. Juni 1932 verlor Eintracht Frankfurt das Endspiel mit 0:2 Toren gegen den FC Bayern München. Franz Schütz und Hans Stubb bildeten das Verteidigerpaar der Eintracht. Im Wettbewerb des Bundespokal 1931/32 war Schütz im mit 8:1 Toren gewonnenen Halbfinalspiel am 10. Januar 1932 gegen Brandenburg erfolgreich für Süddeutschland aufgelaufen. Der bescheidene und zurückhaltende Fußballer – er bestach vor allem durch seine Unauffälligkeit – absolvierte für Eintracht Frankfurt von 1925 bis 1934 in der Liga 130 Spiele, in denen er drei Tore erzielte. Dazu kamen 78 Einsätze mit einem Tor in den Spielen um die süddeutsche Meisterschaft, zehn Einsätze in der Endrunde um die deutsche Meisterschaft und drei Spiele um den süddeutschen Pokal. Schütz bildete mehrere Jahre mit Hans Stubb ein erstklassiges Verteidigerpaar. Er wurde zum Ehrenspielführer ernannt.
In der Nationalmannschaft ragt insbesondere sein Mitwirken am 10. Mai 1930 in Berlin beim Länderspiel gegen England heraus, als der Mannschaft von Trainer Otto Nerz ein beachtliches 3:3-Remis glückte. Neben dem dreifachen deutschen Torschützen Richard Hofmann war das Frankfurter Element durch Torhüter Willibald Kreß, das Verteidigerpaar Schütz – Stubb und den linken Außenläufer Hugo Mantel vertreten. Mit seinem elften Länderspieleinsatz am 4. Dezember 1932 in Düsseldorf gegen die Niederlande endete die internationale Karriere des Verteidigers.

## Weiterer Werdegang
Der ehemalige Lagerverwalter arbeitete später in Baden-Württemberg als Generalvertreter für einen Sportschuhproduzenten. Er erlag im März 1955 einem Herzinfarkt, als er seinen Wagen auf dem Weg nach Stuttgart anschieben wollte.